# Friedr. Gustav Theis Kaltwalzwerke

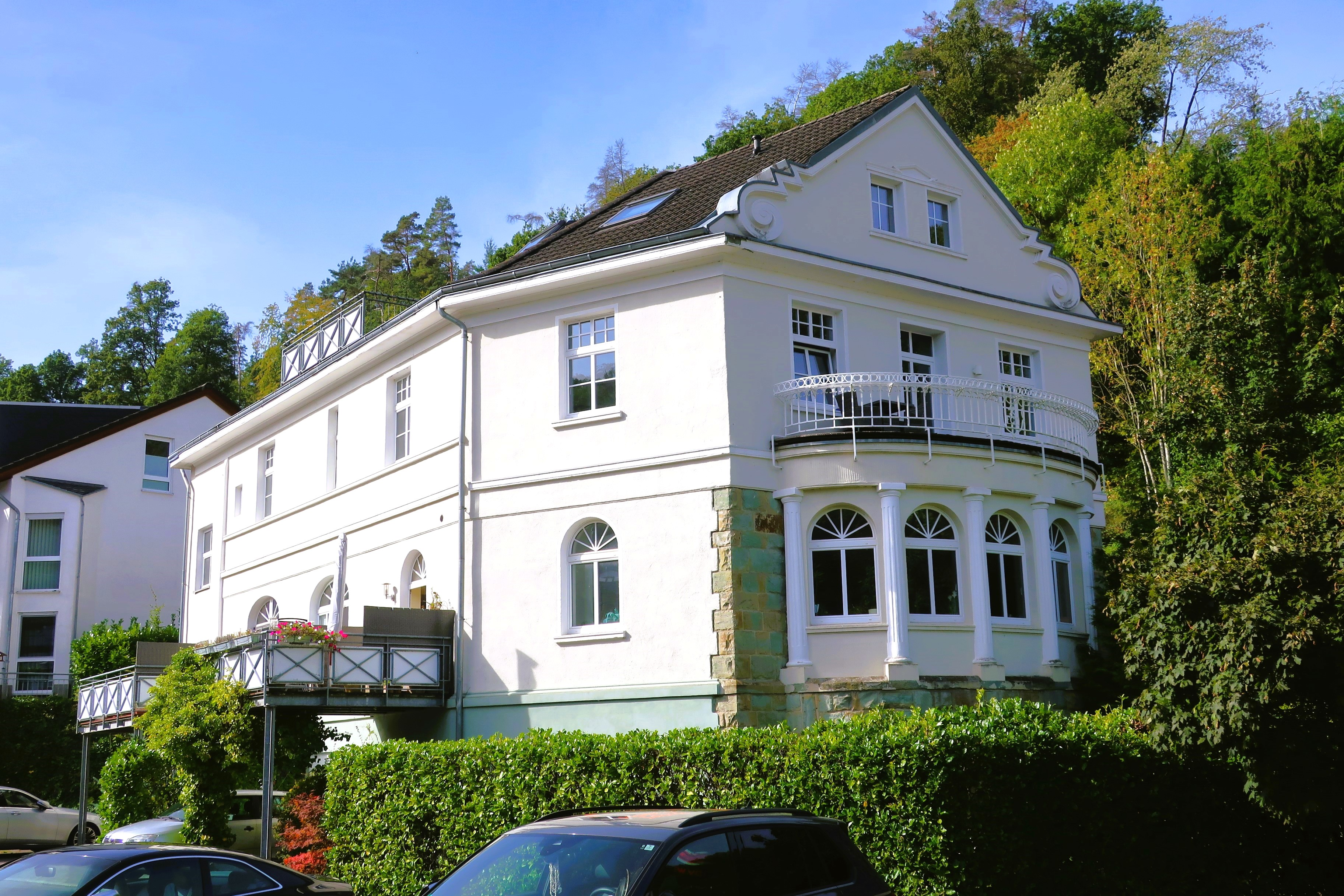
Ehem. Verwaltung Hohenlimburg

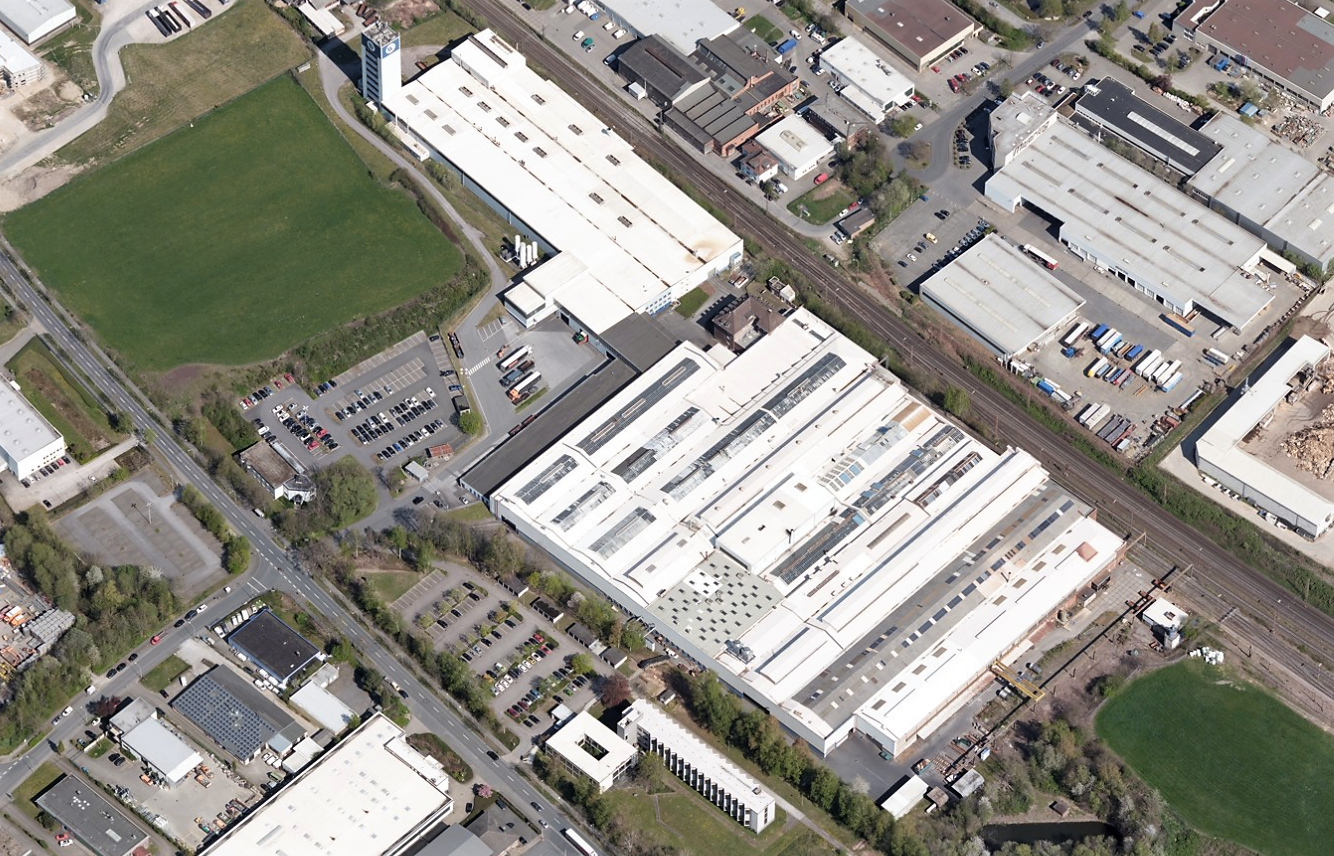
Ehemaliges Kaltwalzwerk Halden

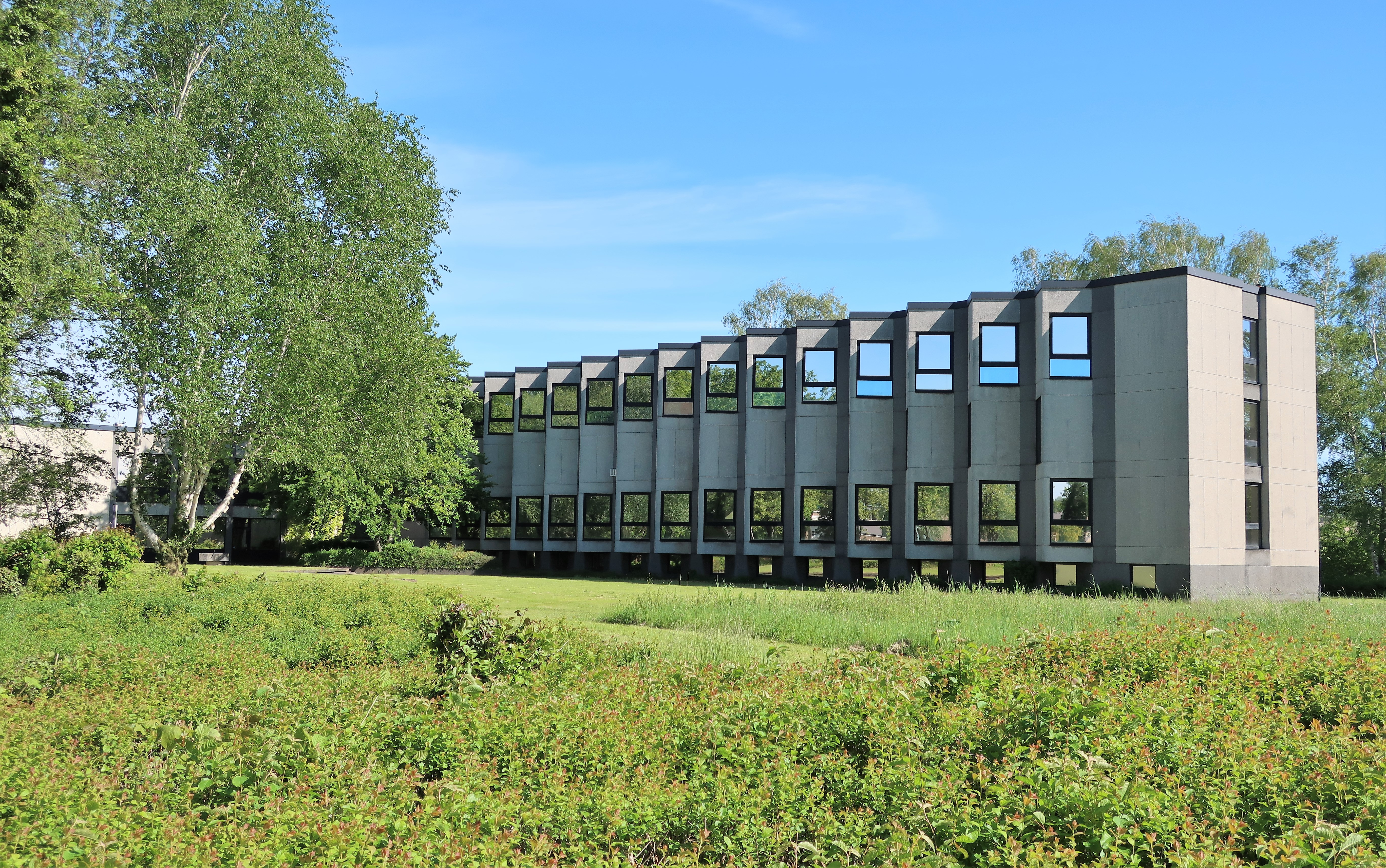
Ehemalige Verwaltung Halden

Die Theis-Gruppe war eine internationale Unternehmensgruppe der metallbearbeitenden Industrie. Führungsgesellschaft der Gruppe war die Friedr. Gustav Theis Kaltwalzwerke GmbH in Hagen-Fley, bis das Unternehmen im Sommer 2017 von der ebenfalls in Hagen ansässigen Waelzholz Gruppe übernommen wurde. Theis stellte durch Kaltwalzen Metallbänder und Vollprofile her. Die Produkte wurden in der Automobil-, Medizin-, Verpackungs- und Werkzeugindustrie verwendet.

## Geschichte
Das Unternehmen wurde am 1. August 1910 von Friedrich Gustav Theis (1883–1949) im Wesselbachtal in Hohenlimburg gegründet. Zunächst stellte er Rietschienen für Webmaschinen her.
Ab 1920 kam die Kaltbandfertigung hinzu. Auf die Dauer konnten jedoch in der Wesselbach aus räumlichen Gründen keine entscheidenden Betriebsvergrößerungen mehr getätigt werden. Nach langen Verhandlungen war es 1938 möglich, in Hagen-Halden ein geeignetes Gelände zu erwerben, das für eine zukunftsorientierte Planung groß genug war. Zwischen 1939 und 1945 war die Firma Friedr. Gustav Theis, Kaltwalzwerk und Drahtzieherei, eines der Unternehmen in Hohenlimburg, die ausländische Arbeitskräfte und Zwangsarbeiter beschäftigte.
Verzögert durch Kriegseinflüsse und Bewirtschaftungsmaßnahmen lief der erste Versuchsbetrieb 1944 in Halden an. Der weitere Ausbau nach den neuesten Erkenntnissen moderner Walzwerktechnik konnte jedoch erst im Oktober 1945 beginnen. Alle Hallen, Maschinen, Anlagen und Kontrolleinrichtungen wurden systematisch auf einen rationellen Produktionsfluss ausgerichtet. Durch die Verlagerung der schwergewichtigen Produktion nach Halden wurde gleichzeitig das Werk Hohenlimburg räumlich entlastet, so dass auch dort eine sinnvolle Gruppierung aller Anlagen möglich war, mit dem Schwerpunkt der Fertigung von Sondererzeugnissen: Riete, Profile, Flachdrähte und Schmalbänder.
Die Anlagen in Halden mussten immer dem steigenden Produktionsvolumen angepasst und erweitert werden. Als Friedrich Gustav Theis am 26. Oktober 1949 nach kurzer schwerer Krankheit starb, übernahm sein Schwiegersohn Werner Flachmeier ein Unternehmen, das als bedeutender Bandstahlhersteller seine Erzeugnisse in alle Teile der Welt lieferte. Viel zu früh verstarb Werner Flachmeier und wurde 1972 mitten aus seinem Schaffen gerissen. Danach übernahm seine, schon seit 1971 in die Unternehmensleitung eingearbeitete, Tochter und Enkelin des Gründers Viola Hallman den Vorsitz in der Geschäftsführung der Theis-Werke. Durch Tatkraft und neue Ideen gelang es ihr in wenigen Jahren mit Unterstützung eines qualifizierten Mitarbeiterstabes aus den Theis-Werken eine Unternehmensgruppe von beachtlicher Größe aufzubauen.
1975 erwarb man ein Werk zur Herstellung von Verpackungsstahlbändern von der Stanley Corporation. Im Jahr darauf wurde der Hagener Bandveredler Alte und Schröder übernommen. Die Friedrich Gustav Theis GmbH verlegte 1978 ihren Firmensitz von Hohenlimburg nach Hagen-Fley. Das alte Stammwerk in der Wesselbach wurde in den 1980er/90er Jahren abgerissen und machte damit ab 2000 einer Wohnbebauung Platz. Nur das Art-déco-Verwaltungsgebäude blieb erhalten. Heute Wohnhaus steht es zwischen Wesselbachstraße und Friedrich-Gustav-Theis-Weg.
1986 wurde die Stahlsparte der US-amerikanischen Wallace Barnes Group in Bristol (Connecticut) übernommen (danach Theis Precision Steel). 1990 entstand aus der Abspaltung einer Sparte des spanischen Unternehmens Alvarez Vazquez die Theis Ibérica in Basauri bei Bilbao. Ebenfalls seit 1990 wurden im neuerbauten Werk Fley rostfreie Präzisionsbänder aus Edelstahl produziert.
1996 erfolgte der Neubau eines 20-Rollen Walzwerks im Werk Hagen-Fley.
1998 wurden zwei französische Kaltwalzwerke erworben (Gorcy La Roche in Montigny-sur-Chiers/Lorraine und Les Usine Laprade in Arudy/Aquitanien), 1999 ein weiteres (Paturle Aciers) in Saint-Laurent-du-Pont/Rhône-Alpes. 1999 kam der Kleinmengenhersteller Kuhbier+Knörr in Lüdenscheid zur Theis-Gruppe. 2001 gründete man im italienischen Segano bei Mailand (Theis Italiana) und in Singapur (The Theis Hutchison Group) Schneidzentren. 2002 folgte ein Schneidzentrum im britischen Kingswinford (Theis Highley Steel) und 2006 ein Schneidzentrum in Polen (Theis Polska).
2008 erwarb man sämtliche Anteile am Stahlwerk Unna.
Ende März 2009 stellte das Unternehmen Antrag auf Eröffnung eines Insolvenzverfahrens, nachdem im Zuge der weltweiten Wirtschaftskrise die Aufträge um über die Hälfte eingebrochen waren. Zu diesem Zeitpunkt beschäftigte das Unternehmen noch 1465 Mitarbeiter, davon 650 in Deutschland. Es wurden aufgetretene Managementfehler für die Insolvenz verantwortlich gemacht. Es war beabsichtigt, ein Insolvenzplanverfahren zur Sanierung in Eigenverwaltung durchzuführen. Am 21. Dezember 2011 stimmte die Gläubigerversammlung dem Insolvenzplan zur Übernahme durch die FN Steel Group zu. Neuer Mehrheitsgesellschafter war damit die niederländische van den Hombergh Holding BV, die bisherige Geschäftsführerin Viola Hallman hielt nur noch 10 % des Unternehmens.
Seit März 2012 galt das Unternehmen offiziell als gerettet. Die FN-steel Group, ein Teil der niederländischen Industrie-Investment-Gruppe Hombergh Holdings B.V. hat die Firma Theis zu 90 % übernommen.
2013 wurden die Unternehmensanteile in eine Stiftung übergeben.
Am 14. Juni 2017 gab das Unternehmen bekannt, dass die Waelzholz Gruppe die Gesellschaftsanteile der Friedrich Gustav Theis Kaltwalzwerke GmbH komplett erworben hat. Nach Genehmigung der Kartellbehörden wurde die Übernahme von 100 % der Geschäftsanteile am 6. Juli 2017 vollzogen. Zu diesem Zeitpunkt besaß das Unternehmen noch 10 Standorte weltweit mit ungefähr 750 Mitarbeitern, rund 400 davon an den deutschen Standorten Hagen, Lüdenscheid und Gelsenkirchen.

## Technologien und Produkte
Hauptsächlich hergestellt wurden verschiedene Arten von Stahlbändern.
Für Banddicken, die im Warmwalzverfahren nicht herstellbar sind, wird Kaltband eingesetzt. Dieses eignet sich für sämtliche Stanz-, Biege-, Zieh- und Tiefziehzwecke und wird daher eingesetzt für beispielsweise Baubeschläge, Stahl-, Blech- und Metallwaren, Profile, Rohre, für den Druckbehälterbau, kerntechnischen Anlagenbau und Sicherheitsteile.
Ein besonderes Produkt hierbei war das THENOX-Präzisionsband, was aus rost-, säure- und hitzebeständigen Edelstählen im Kaltwalzverfahren aus warmgewalztem Bandstahl erzeugt wurde. Es hatte noch engere Maßtoleranzen als Standardprodukte, verschiedene Oberflächenausführungen und durchweg homogene Gefügezustände. Eingesetzt wurde es hauptsächlich im Automobilbau, bei chemischer Verfahrenstechnik, Medizintechnik, Thermoprozesstechnik, Telekommunikation, Textilmaschinenbau und Umwelttechnik.
Ein weiteres Produkt waren elektrolytisch oberflächenveredelte Bänder, deren Eigenschaften Korrosionsbeständigkeit, Lackierfähigkeit und eine gleichmäßig homogene Schichtdicke sind. Das Trägermaterial aus Stahl wird durch die Oberflächenveredelung glanz- oder mattverzinkt und anschließend wahlweise farblos, blau oder gelb passiviert und/oder phosphatiert. Das bei Theis hergestellte Zincaband wurde unter anderem zu Teleskopschienen für die Möbelindustrie, Gehäusen für kleine Antriebsmotoren im Auto, Deckenabhängungen und Schlauchschellen weiterverarbeitet. Die oberflächenvergüteten Bänder wurden auch in der Automobilindustrie beim Bau von Katalysatoren eingesetzt.
Außer Stahlbändern wurden Flachdraht und Profile gefertigt, bis hin zu komplexen Vollprofilen. Diese wurden unter anderem zur Herstellung von Kettensägezähnen, Mähmessern, Skikanten und Kettenhülsen sowie für verschiedene Produkte in der Automobilindustrie verwendet.
Theis stellte außerdem Verpackungssysteme her, die verschiedene Stahl- und Kunststoffbänder, Spann- und Verschlusswerkzeuge, Verschlusshülsen und System-Zubehör umfassen, wobei die von Theis entwickelten hülsenlosen Verschlüsse mit höherer Verschlussfestigkeit eine wichtige Rolle spielten.